# 武鲁顿湾
武鲁頓灣（日语：／）是千岛群岛新知岛东北部的一个港口，寬250米，水深超過200米，該海灣沿岸無人居住。它實質是三日月火山的破火山口。该湾几乎完全被岛包起来，直径约5.7公里。出口宽约200米到300米，深度很浅，西侧是北西岬，东侧为神威崎，北侧面向鄂霍次克海。武鲁顿湾水深较深，入口狭窄，隐蔽性强，苏联太平洋舰队曾于1987年至1994年间在此驻军3,000人，并作为核潜艇的秘密基地。后由于苏联解体，俄罗斯经济困难，驻军撤离，武鲁顿湾的基地被废弃。该湾以英国航海家威廉·布鲁顿命名。
2013年8月，中国探险家张昕宇和梁红一行人抵达此地，试图在该岛寻找补给却一无所获。